# Рикардо Саприсса (стадион)
«Стадион Рикардо Саприсса Айма» (исп. Estadio Ricardo Saprissa Aymá) — футбольный стадион в округе Сан-Хуан кантона Тибас в Коста-Рике. Арена вмещает 23 112 зрителей, что делает её вторым по величине стадионом в Коста-Рике.
Стадион Рикардо Саприсса служит домашней ареной для клуба «Депортиво Саприсса» и назван в честь его основателя — сальвадоского спортсмена Рикардо Саприссы. От прозвища команды «Пурпурный монстр» ведёт своё начало и прозвище её стадиона — «Пещера монстра» (исп. La Cueva del Monstruo).

## История
До появления собственного стадиона «Депортиво Саприсса» играла свои домашние матчи на Национальном стадионе Коста-Рики, арендуя его и таким образом деля его со сборной Коста-Рики.
В 1955 году Рикардо Саприсса занялся поисками постоянного места, которое служило бы тренировочной площадкой и местом проведения игр для своего клуба «Депортиво Саприсса». По его задумке это место должно было располагаться там, где к нему было бы легко добраться из столицы Сан-Хосе, а также из важных провинциальных городов, таких как Алахуэла, Картаго и Эредия. 3 августа 1965 года Саприсса приобрёл участок в округе Сан-Хуан кантона Тибас за 363 398,90 колонов. 12 октября 1966 года был утверждён первоначальный план по строительству футбольного поля с трибунами. 27 августа 1972 года, спустя шесть лет строительства и работ по благоустройству, состоялось официальное открытие стадиона «Рикардо Саприсса». В матче открытия «Депортиво Саприсса» принимала гватемальский «Комуникасьонес». Первый гол на новом стадионе забил нападающий гостей Петер Сандоваль. Сама игра завершилась вничью со счётом 1:1.
В 2003 году из-за продолжительного сезона тропических дождей, вредивших стадиону, «Депортиво Саприсса» подала заявку и получила разрешение ФИФА на замену натурального покрытия на синтетическое. Таким образом Рикардо Саприсса стала первым стадионом в Латинской Америке с таким типом покрытия. Стадион использовался и для проведения матчей национальной футбольной сборной Коста-Рики. Рикардо Саприсса является вторым по вместимости футбольным стадионом в стране после современного Национального стадиона.
В 2005 году Рикардо Саприсса стал первым стадионом в мире, принявшим у себя отборочный матч чемпионата мира на поле канадского бренда FieldTurf. В 2015 году клуб заменил поле FieldTurf на новое натуральное игровое покрытие. На стадионе также регулярно проходят концерты местных и зарубежных артистов. В 2020 году он должен был принимать у себя матчи Чемпионата мира по футболу среди девушек до 20 лет в числе других стадионов Коста-Рики и Панамы.
Футболисты сборной США неоднократно высказывали своё недовольство стадионом. Американский защитник Алекси Лалас описывал стадион как самый «трудный» и «устрашающий» для игры, отметив даже, что он «ужасающий… хуже, чем Ацтека». Лэндон Донован, лучший бомбардир в истории сборной США, назвал Рикардо Саприссу своим любимым стадионом, отметив, что «ты думаешь только о том, как бы выбраться оттуда живым». Во время интервью, данному КОНКАКАФ, капитан сборной Коста-Рики Брайан Руис, чьим товарищем по команде «Фулхэм» был другой легендарный американский футболист Клинт Демпси, рассказал о том, что тот ненавидел стадион из-за близких к полю трибун и искусственного газона.